# Peloribates ratubakensis
Peloribates ratubakensis är en kvalsterart som beskrevs av Hammer 1979. Peloribates ratubakensis ingår i släktet Peloribates och familjen Haplozetidae. Inga underarter finns listade i Catalogue of Life.